# サウスポイント

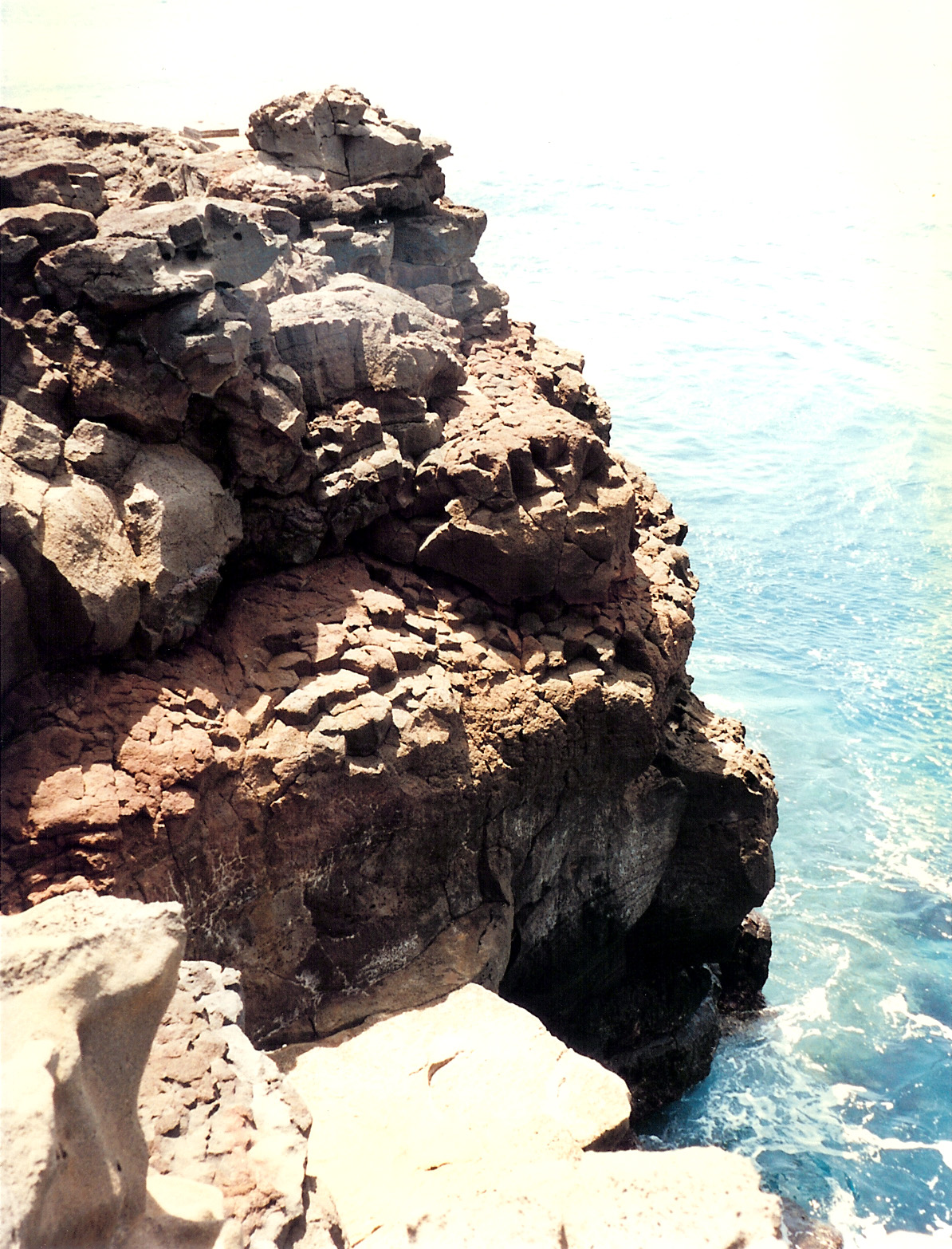
サウスポイントの岬

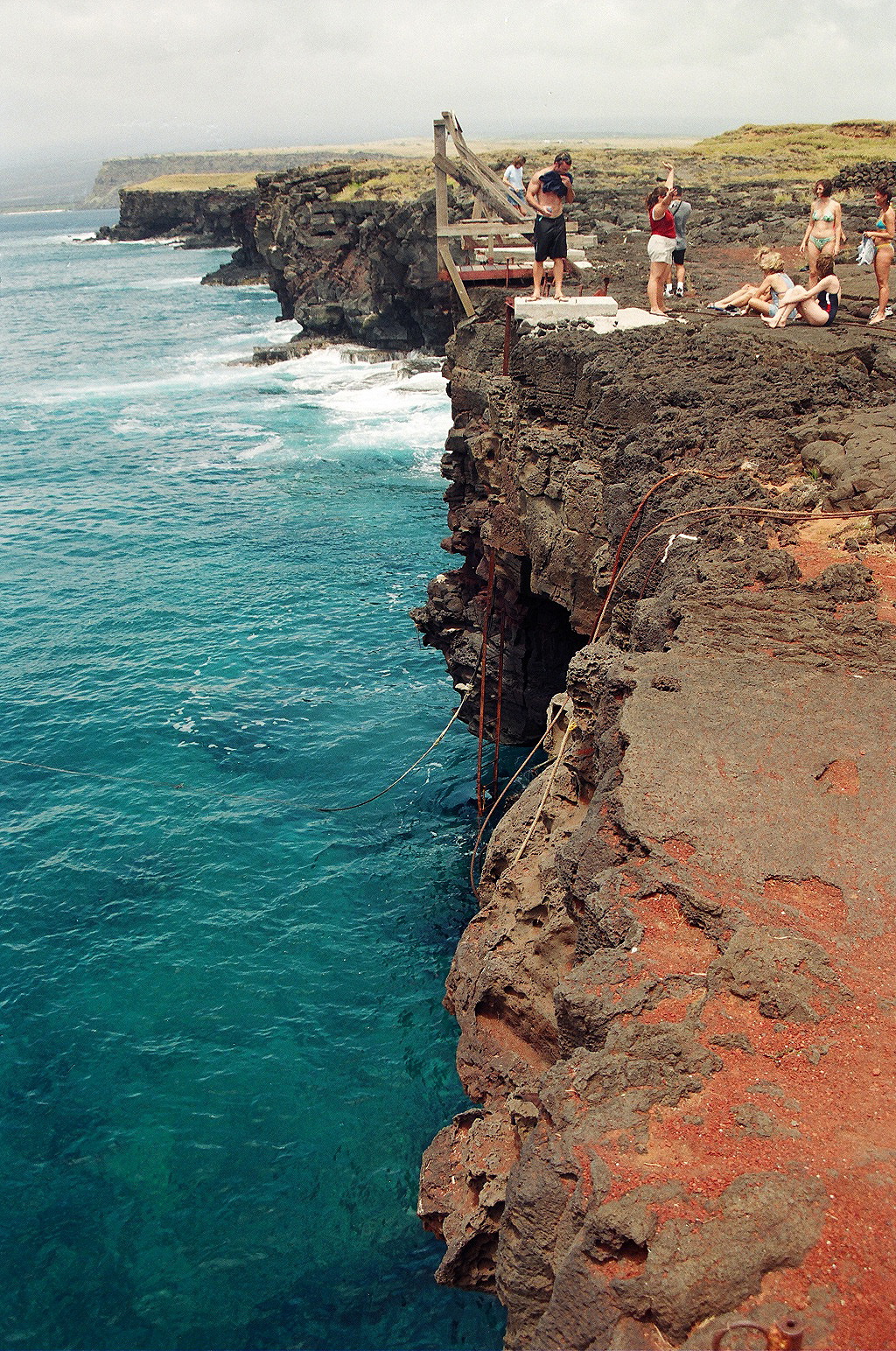
岬の西側で岩海岸から海に飛び込み、鉄製梯子で再び海岸へ戻ることもできる。

サウスポイント（英語: South Point）はハワイ語でカラエ（Ka Lae、「岬」の意味）とも呼ばれ、アメリカ合衆国ハワイ州ハワイ島の最南端の岬で、またアメリカ合衆国50州（グアム、プエルトリコ自治領などを除く）の最南端でもある。まわりは大きな岩海岸で、風も強い。 
カラエはハワイで最も早く人が住んだ地域のひとつであり、この島で最も長い考古学的記録がある。ハワイ諸島の中でハワイ島はタヒチ島に最も近いため、ポリネシア人が最初に上陸した場所であり、カラエが最初の上陸地点だったと一般に考えられていて、ヘイアウ（古代ハワイの石造り寺院）と「釣りの社」の遺跡がここにある。
なお、ハワイ島の最北端は近くにウポル空港（ʻUpolu Airport）があるウポル岬で、最東端はクムカヒ岬で、最西端は近くにコナ国際空港があるケアホレ岬（Cape Keahole）である。

## 近くの施設
岬には灯台があり、近くに大型の風力発電施設、スウェーデン宇宙公社のサウスポイント・サテライト・ステーションなどもある。

## グリーンサンド・ビーチ
サウスポイントへ行く道路の途中で左へ曲がって達する海岸には、砂浜が緑色の「グリーンサンド・ビーチ」（Papakolea Beach）がある。

## 交通
ハワイ島の州道11号線（ヒロ～ハワイ火山国立公園ビジターセンター～カイルア・コナ）の途中のワイオヒヌ（Waiohinu, Hawaii）の村の少し西でサウスポイント・ロードを南へ12マイル（19km）下ったところにある。この道路は以前未舗装であったが、現在は完全舗装されていて、上下2車線への改装が進んでいる。

## 写真集

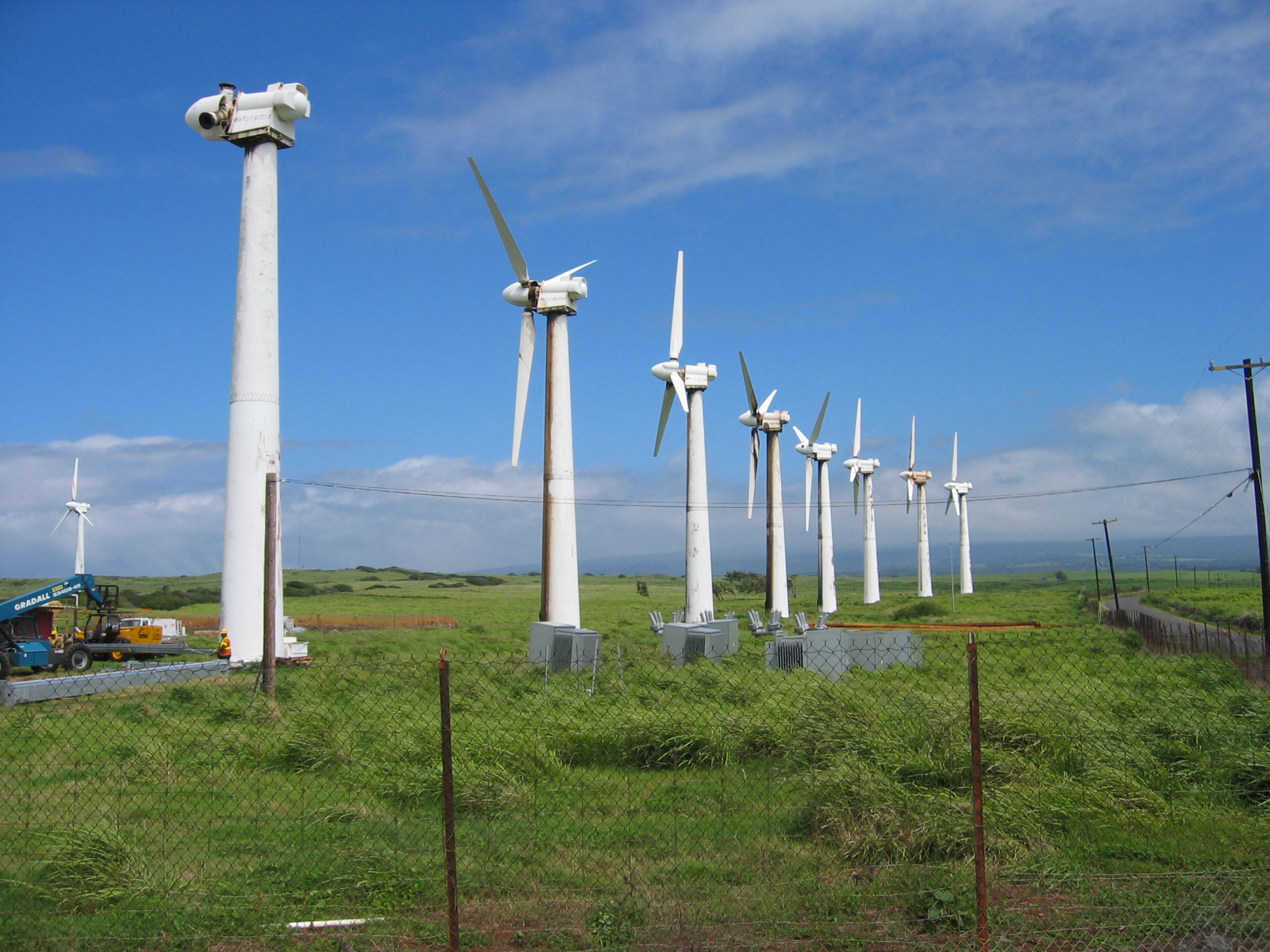
Kamaona旧風力発電施設（既に取り壊し）
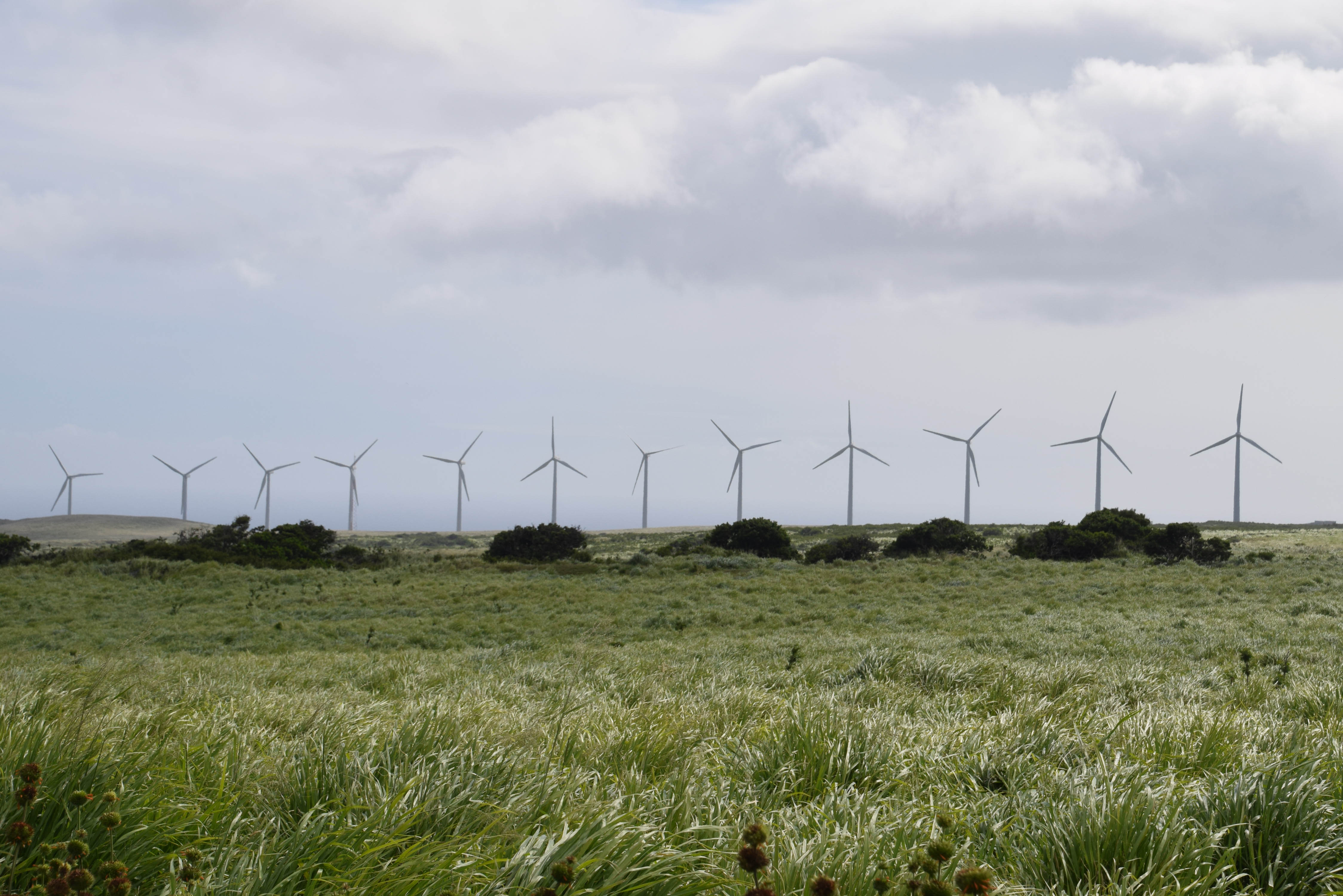
Pakini Nui新風力発電所施設（2007年稼働）
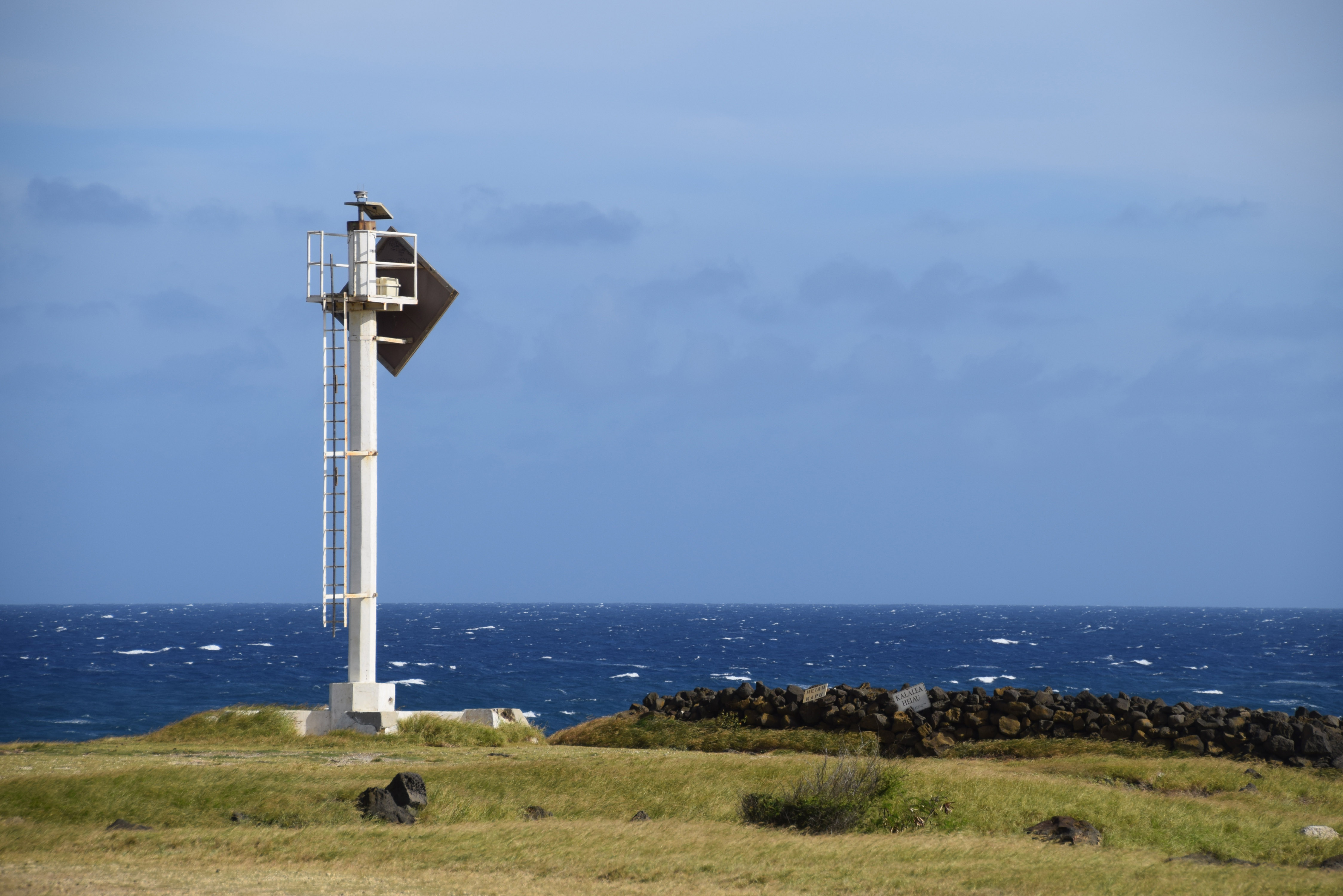
サウスポイント灯台
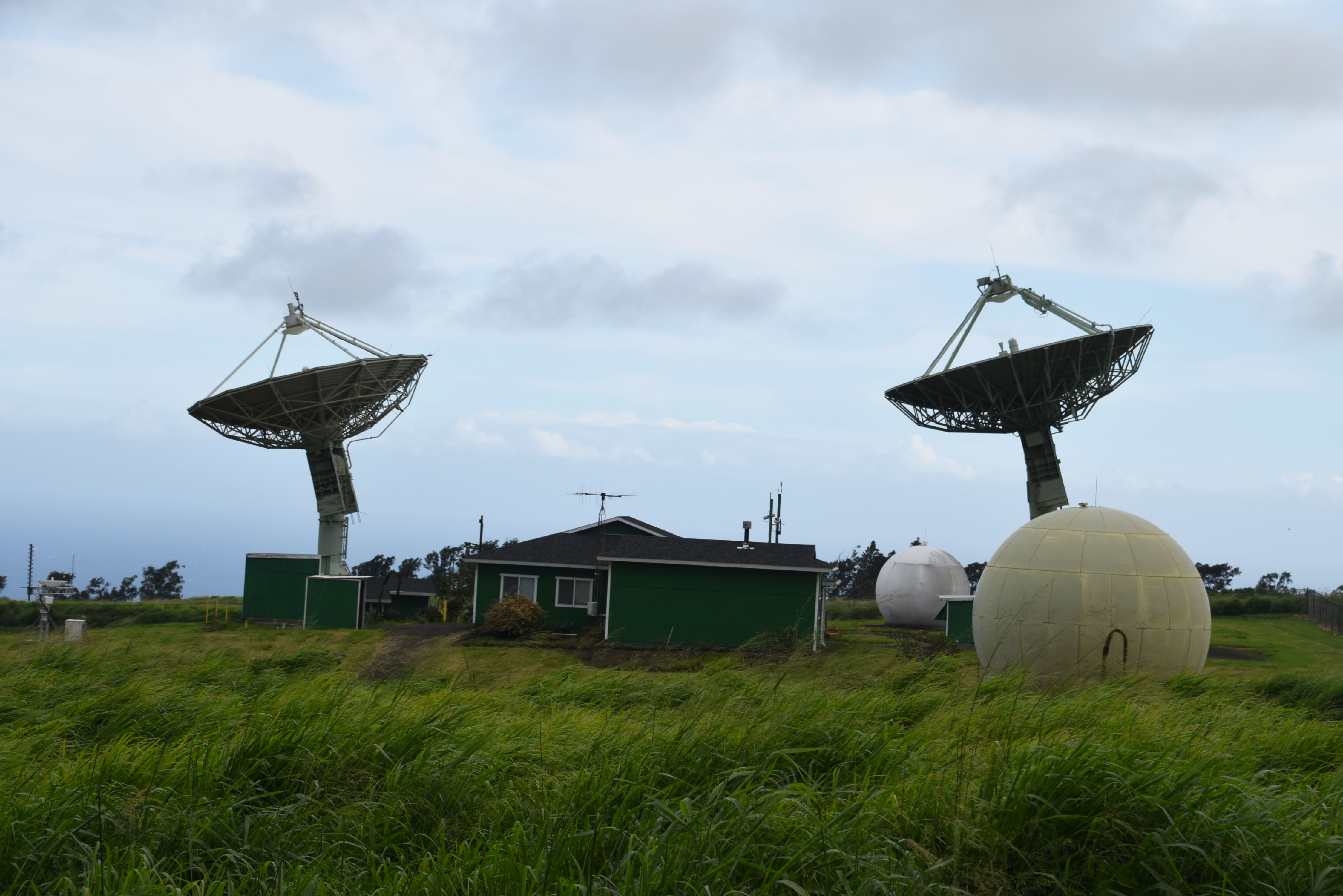
スウェーデン宇宙公社のサウスポイント・サテライト・ステーション